# Sinyo Harry Sarundajang
Sinyo Harry Sarundajang (né le 16 janvier 1945 et mort le 13 février 2021) est un homme politique indonésien, gouverneur du Sulawesi du Nord de 2010 à 2015. 
Il a préparé une licence de sciences politiques à l'université Sam Ratulangi entre 1968 et 1970. En 1972, il eut la possibilité de poursuivre ses études en France à l'Institut international d'administration publique, où il passa un DESS d'administration territoriale. Il fut gouverneur par intérim des Moluques du Nord en 2002 et des Moluques de 2002 à 2003. Il a soutenu une thèse de doctorat à l'université Gadjah Mada en 2011.
Depuis février 2018, il était ambassadeur d'Indonésie aux Philippines, îles Marshall et Palaos,.